# Monovibrante alveolare
La monovibrante alveolare è una consonante, rappresentata con il simbolo [ɾ] nell'alfabeto fonetico internazionale (IPA).
Nella lingua italiana tale fono è reso con la R intervocalica.

## Caratteristiche
La consonante monovibrante alveolare sonora presenta le seguenti caratteristiche:
- il suo modo di articolazione è monovibrante, perché questo fono è dovuto a una debole occlusione del canale orale (la bocca), subito interrotta;
- il suo luogo di articolazione è alveolare, perché nel pronunciare tale suono la punta della lingua si accosta agli alveoli dei denti incisivi superiori;
- è una consonante sonora, in quanto questo suono è prodotto con la vibrazione delle corde vocali.

## In italiano
In italiano tale fono è un allofono di /r/, spesso usato di più della r vibrante stessa. Si pronuncia generalmente quando la r è in posizione intervocalica o non iniziale, ma a volte anche in posizione iniziale.

## Altre lingue

### Spagnolo
In lingua spagnola tale fono è reso con la grafia ⟨r⟩ quando è preceduta da una consonante diversa da n o l o una vocale e seguita da una vocale (e mai geminata, altrimenti viene pronunciata [r]):
- pero "ma" [ˈpeɾo]

### Catalano
In lingua catalana valgono le stesse regole che per lo spagnolo.

### Portoghese
In lingua portoghese valgono le stesse regole che per lo spagnolo e il catalano:
- caro "caro" [ˈkaɾu]

### Irlandese
Tale fono è presente in lingua irlandese.

### Giapponese
Nella lingua Giapponese, tale fono è un allofono della Monovibrante alveolare laterale /ɺ/, dove viene resa in posizione intervocalica. 

### Norvegese
In lingua norvegese tale fono è un allofono della vibrante alveolare /r/ in molte varietà.

### Svedese
In lingua svedese tale fono è un allofono della vibrante alveolare /r/ in alcuni dialetti del centro della Svezia.